# Marcos Ramírez
Marcos Ramírez, né le 16 décembre 1997 à Conil de la Frontera, est un pilote de vitesse moto espagnol.

## Carrière
Il participe en 2012 et 2013 à la Red Bull MotoGP Rookies Cup. Il est également en 2013, vice-champion d'Espagne Moto3. Il obtient une wildcard en 2014 pour le Grand Prix moto d'Espagne. En 2015, il participe à 7 courses du Championnat du monde de Supersport. En 2016, il est de nouveau vice-champion d'Espagne Moto3 et intègre en parallèle le championnat du monde de vitesse moto en catégorie Moto3.

## Statistiques

### Par saison
(Mise à jour après le  Grand Prix moto de la Communauté valencienne 2021)
| Sais  | Cat.  | Moto     | Course | Vict | Pod | Pole | M.tour | Pts | Class | Titre |
| ----- | ----- | -------- | ------ | ---- | --- | ---- | ------ | --- | ----- | ----- |
| 2014  | Moto3 | KTM      | 1      | 0    | 0   | 0    | 0      | 0   | NC    | -     |
| 2016  | Moto3 | Mahindra | 9      | 0    | 0   | 0    | 0      | 19  | 26e   | -     |
| 2017  | Moto3 | KTM      | 18     | 0    | 2   | 0    | 1      | 123 | 8e    | -     |
| 2018  | Moto3 | KTM      | 18     | 0    | 2   | 0    | 0      | 102 | 10e   | -     |
| 2019  | Moto3 | Honda    | 19     | 2    | 4   | 2    | 1      | 183 | 3e    | -     |
| 2020  | Moto2 | Kalex    | 15     | 0    | 0   | 0    | 0      | 37  | 19e   | -     |
| 2021  | Moto2 | Kalex    | 17     | 0    | 0   | 0    | 0      | 39  | 17e   | -     |
| Total |       |          | 97     | 2    | 8   | 2    | 2      | 503 |       |       |

### Statistiques par catégorie
(Mise à jour après le  Grand Prix moto de la Communauté valencienne 2021)
| Catégorie | Année          | 1er GP   | 1er Podium | 1re Victoire | Courses | Victoires | Podiums | Pole | M.tours¹ | Points | Titres |
| --------- | -------------- | -------- | ---------- | ------------ | ------- | --------- | ------- | ---- | -------- | ------ | ------ |
| Moto3     | 2014,2016-2019 | ESP 2014 | ALL 2017   | CAT 2019     | 65      | 2         | 8       | 2    | 2        | 427    | 0      |
| Moto2     | 2020-          | QAT 2020 |            |              | 32      | 0         | 0       | 0    | 0        | 76     | 0      |
| Total     | 2014,2016-     |          |            |              | 97      | 2         | 8       | 2    | 2        | 503    | 0      |

### Résultats détaillés
(Les courses en gras indiquent une pole position; les courses en italiques indiquent un meilleur tour en course)
| Année | Catégorie | Moto     | 1       | 2      | 3       | 4      | 5       | 6       | 7       | 8      | 9      | 10     | 11      | 12      | 13      | 14      | 15     | 16     | 17      | 18      | 19    | Pos | Pts |
| ----- | --------- | -------- | ------- | ------ | ------- | ------ | ------- | ------- | ------- | ------ | ------ | ------ | ------- | ------- | ------- | ------- | ------ | ------ | ------- | ------- | ----- | --- | --- |
| 2014  | Moto3     | KTM      | QAT     | AME    | ARG     | ESP 21 | FRA     | ITA     | CAT     | NED    | GER    | IND    | CZE     | GBR     | RSM     | ARA     | JPN    | AUS    | MAL     | VAL     |       | nc  | 0   |
| 2016  | Moto3     | Mahindra | QAT     | ARG    | AME     | ESP    | FRA     | ITA     | CAT     | NED    | GER    | AUT 26 | CZE 18  | GBR Ab. | RSM Ab. | ARA 27  | JPN 17 | AUS 7  | MAL 6   | VAL Ab. |       | 26e | 19  |
| 2017  | Moto3     | KTM      | QAT 9   | ARG 13 | AME 16  | ESP 4  | FRA 4   | ITA 9   | CAT 6   | NED 6  | GER 3  | CZE 7  | AUT 12  | GBR Ab. | RSM 12  | ARA 7   | JPN 14 | AUS 21 | MAL 17  | VAL 3   |       | 8e  | 123 |
| 2018  | Moto3     | KTM      | QAT 15  | ARG 12 | AME Ab. | SPA 3  | FRA 3   | ITA 15  | CAT Ab. | NED 10 | GER 4  | CZE 7  | AUT 15  | GBR C   | RSM 16  | ARA 5   | THA 8  | JPN 12 | AUS Ab. | MAL 11  | VAL 9 | 10e | 102 |
| 2019  | Moto3     | Honda    | QAT 4   | ARG 9  | AME 12  | SPA 23 | FRA Ab. | ITA Ab. | CAT 1   | NED 7  | GER 2  | CZE 16 | AUT 5   | GBR 1   | RSM 7   | ARA Ab. | THA 4  | JPN 8  | AUS 2   | MAL 6   | VAL 7 | 3e  | 183 |
| 2020  | Moto2     | Kalex    | QAT Ab. | SPA 23 | ANC 15  | CZE 19 | AUT 18  | STY 16  | RSM 12  | EMR 17 | CAT 9  | FRA 13 | ARA 6   | TER 9   | EUR 16  | VAL Ab. | POR 11 |        |         |         |       | 19e | 37  |
| 2021  | Moto2     | Kalex    | QAT Ab. | DOA WD | POR 15  | SPA 11 | FRA 13  | ITA Ab. | CAT Ab. | GER 9  | NED 20 | STY 19 | AUT Ab. | GBR 20  | ARA 12  | RSM 14  | AME 9  | EMI 10 | ALR 14  | VAL 14  |       | 17e | 39  |

Système d’attribution des points
| Position | 1er | 2e | 3e | 4e | 5e | 6e | 7e | 8e | 9e | 10e | 11e | 12e | 13e | 14e | 15e |
| Points   | 25  | 20 | 16 | 13 | 11 | 10 | 9  | 8  | 7  | 6   | 5   | 4   | 3   | 2   | 1   |

| Couleur | Résultat                     |
| ------- | ---------------------------- |
| Or      | Vainqueur                    |
| Argent  | 2e place                     |
| Bronze  | 3e place                     |
| Vert    | Terminé, dans les points     |
| Bleu    | Terminé, pas dans les points |
| Violet  | Abandon (Ab.) ou (Ret)       |
| Violet  | Non classé (NC)              |
| Rouge   | Pas qualifié (DNQ)           |
| Noir    | Disqualifié (DSQ)            |
| Blanc   | Pas au départ (DNS)          |
| Blanc   | Forfait (WD)                 |
| Blanc   | N'a pas participé (DNP)      |
| Blanc   | Blessé (INJ)                 |
| Blanc   | Exclu (EX)                   |
| Blanc   | Course annulée (C)           |

## Palmarès

### Victoires en Moto3: 2
| Année | Lieu du Grand Prix                 | Circuit                | Ville       |
| ----- | ---------------------------------- | ---------------------- | ----------- |
| 2019  | Grand Prix moto de Catalogne       | Circuit de Catalogne   | Barcelone   |
| 2019  | Grand Prix moto de Grande-Bretagne | Circuit de Silverstone | Silverstone |